# Alejandro Deustua
Alejandro Octavio Deustua Escarza (Huancayo, 22 de marzo de 1849 - Lima, 6 de agosto de 1945) fue un filósofo espiritualista peruano, educador y diplomático, maestro de la llamada Generación del 900.

## Biografía
Hijo de Remigio Deustua Pomareda y Toribia Escarza. Estudió en el Colegio Nuestra Señora de Guadalupe. Este profesor sanmarquino fue director del movimiento filosófico peruano durante las tres primeras décadas del siglo XX. Conservador espiritualista y racialista científico, de la escuela de Rudolf Eucken, fue catedrático de filosofía, literatura general y estética en la Universidad de San Marcos de Lima. Con él se introdujeron autores de la tradición alemana, francesa e italiana, Windelband, Dilthey, Bergson (Sobre este punto cuando Mariátegui regresó después de tres años de Europa, le preguntaron por Bergson y dijo que "es un personaje muy apreciado por las damas", como sarcasmo por Deustua) y Croce, en época bastante temprana, junto a Simmel. La importancia de Deustua en este estudio radica en que él fue el primero en encabezar la reacción contra el positivismo que imperaba en la enseñanza universitaria peruana hacia fines del siglo XIX y lo que en el Perú se denomina “La Generación del 900”. Profesor del filósofo peruano José de la Riva-Agüero y Osma. En este sentido, encabeza en el Perú la polémica sobre el estatuto epistemológico de las ciencias del espíritu, adelantándose medio siglo a la comprensión que de este asunto nos ofrece Hans-Georg Gadamer en Verdad y método.
En 1909, se casó con la viuda del reconocido abogado Narciso de Aramburú, Victoria Rosas y de la Puente Risco, por la que fue padre político del diplomático Gonzalo N. de Aramburú. Fue, además, padre de Ricardo Deustua Jacobelli.

## Pensamiento filosófico
El pensamiento de Deustua supone no solo una crítica al intelectualismo y al positivismo, posiciones filosóficas dominantes en su tiempo, sino también una oposición a la ideología política, sustentada por la mayoría de los positivistas peruanos. Para Deustua el esfuerzo educativo del Estado debe orientarse a la construcción de una nueva clase dirigente educada y pensante. Esto pasa, según él, por la recuperación de una educación universitaria de calidad, pues ella es la base y el principio de toda educación nacional, orientada a formar una verdadera clase dirigente peruana. Deustua ejerció notable influencia en la filosofía peruana de la primera mitad del siglo XX e introdujo en los círculos cultos peruanos el neoidealismo europeo de principios de siglo. Esta orientación, completamente nueva en aquellos momentos, se encuentra plasmada en sus libros de estética. Entre sus obras destacan: El problema de la educación, Informe sobre la enseñanza, Apuntes sobre enseñanza secundaria, El problema universitario, La teoría de los valores y Cultura política. Fue galardonado con las condecoraciones de Isabel La Católica en el grado de Comendador, en España, y con el Premio Roma, otorgado por la Real Academia de Italia en 1939.
En Filosofía moral, Deustua es deudor del Espiritualismo de Henri Bergson y defiende la idea de la Moral como el lugar donde se unifican todas las otras formas de conciencia. 
Condensó el sentido común racista antiindígena, al tener gran influencia en la formación del sistema educativo peruano. Fue un conspicuo militante civilista, fue diplomático, senador, jefe de diversas misiones enviadas a estudiar los modernos sistemas de enseñanza en el extranjero, ministro de Justicia, director de la Biblioteca Nacional y rector de la Universidad de San Marcos. Para él, el indio era racionalmente inferior y era perder tiempo y dinero intentar redimirlo a través de la educación o cualquier otro programa social que olvidara que el fundamento de su condición deprimida eran leyes de la naturaleza, según las cuales la raza indígena había llegado a su decadencia definitiva.

## Cronología de Deustua
- 1869: Bachiller en filosofía en la UNMSM; labora como catedrático auxiliar de historia en la UNMSM.

- 1872: Doctor en filosofía; Bachiller en Jurisprudencia.

- 1873: Licenciado y Doctor en Jurisprudencia.
- 1874: Escribano, o notario, público del Callao (hasta 1889), como sucesor de su padre, el general Remigio Deustua Pomareda.

- 1875: Se recibe de Abogado.

- 1882: Catedrático adjunto de Literatura General y Estética en la Facultad de Letras de la UNMSM (1882-1884).

- 1884: Catedrático principal de la UNMSM.

- 1895: Director de Justicia, Culto, Instrucción y Beneficencia; Secretario de primera clase en la Legación del Perú en Argentina y Brasil.

- 1898: Viaja a Europa para estudiar los diversos métodos de enseñanza en primaria e instrucción media.

- 1900: Representante del Perú ante el Congreso Ibero Americano de Madrid.

- 1901: Senador por Lima.[1][2][3][4][5][6][7]

- 1902: Catedrático principal en filosofía en la UNMSM.

- 1902: Presidente del Consejo de Ministros y Ministro de Gobierno y Policía.
- 1908: Ministro Plenipotenciario ante la Santa Sede para la defensa peruana de Tacna y Arica.

- 1909: Retorna a Europa para continuar sus estudios sobre instrucción.

- 1915: Decano de la Facultad de Filosofía y Letras de la UNMSM; Delegado ante el Segundo Congreso Científico Panamericano.

- 1918: Director de la Biblioteca Nacional del Perú.

- 1924: Vuelve a Europa y prosigue sus estudios en pedagogía.

- 1928: Rector de la UNMSM (1928-1930).

- 1930: Consejero de la Legación del Perú en España.